# 동김녕항
동김녕항은 제주특별자치도 제주시 구좌읍 김녕리에 위치한 어항이다. 2004년 9월 23일 어촌정주어항으로 지정되었다. 관리청은 제주시, 시설관리자는 제주시장이다.

## 어항 연혁
속칭 '왕궤'라는 곳이 혈거유적지라하고, 남흘동 남쪽 2 km 지점에 있는 '삭싯골'도 오래전부터 사람이 살았던 것으로 추정하고 있다. 고려말에 양천 허씨가 이곳에 들어와 살았다고 한다. 특별히 언제부터 어떤 성씨의 사람들이 들어와 살았는지 확실하지 않으나, 고려시대에 김녕현이 나타나는 것으로 보아 일찍부터 사람이 들어와 마을이 형성된 것으로 보인다.

## 어항 구역
- 수역: 47,610m2[1]

## 어항 시설
1986년 방파제 10m 축조를 시작으로 현재까지 방파제 102m, 선착장 88m, 물양장 21m가 축조되어 있다.